# Talos sampsoni
Talos sampsoni è un dinosauro carnivoro appartenente ai troodontidi. Visse nel Cretaceo superiore (tardo Campaniano, circa 76 milioni di anni fa) e i suoi resti fossili sono stati ritrovati in Nordamerica (Utah). L'esemplare tipo indica che l'animale aveva subìto una frattura al piede mentre era in vita, forse durante la caccia.

## Descrizione
Questo dinosauro è conosciuto per uno scheletro incompleto privo di cranio, probabilmente appartenente a un esemplare subadulto. Il fossile comprende le zampe posteriori, la pelvi, frammenti di vertebre, ossa della coda (chevron) e l'ulna sinistra. Fu scoperto e recuperato nel 2008 da M. J. Knell nella formazione Kaiparowits nel Grand Staircase-Escalante National Monument e descritto ufficialmente tre anni dopo (Zanno et al., 2011). La ricostruzione di Talos ipotizza uno snello carnivoro bipede dotato di lunghe zampe posteriori, caratterizzate da un artiglio a falce (presente in tutte le forme simili, i troodontidi). La lunghezza di Talos doveva raggiungere i due metri e un esemplare adulto doveva pesare circa 38 chilogrammi. 

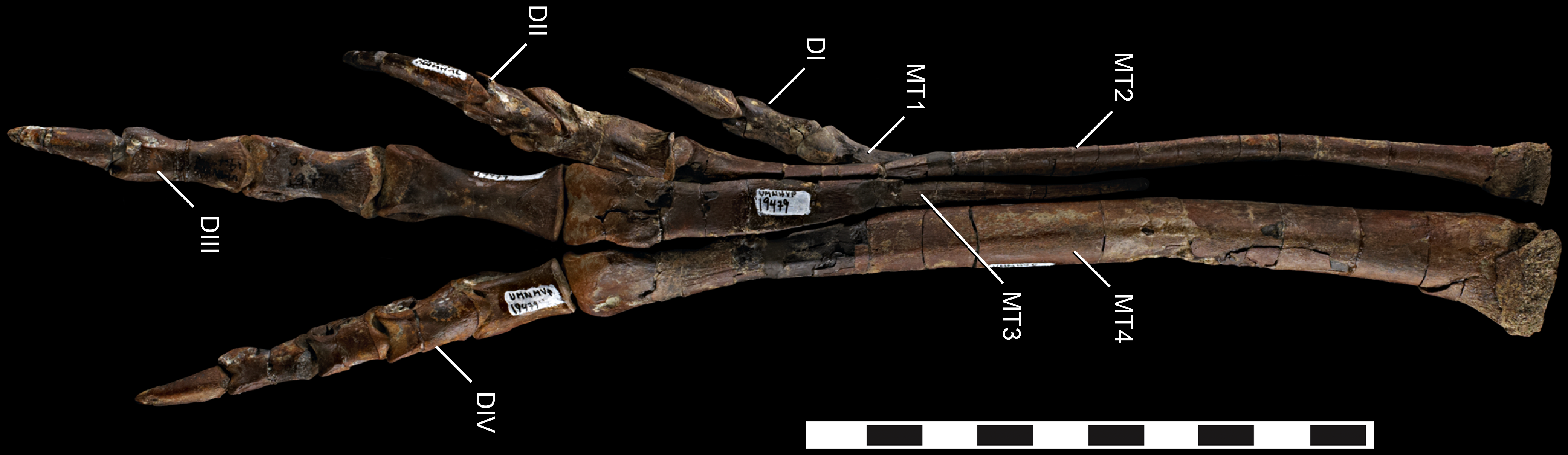
Fossile del piede di Talos sampsoni

## Paleobiologia
L'esemplare fossile mostra un danno a una delle zampe posteriori: l'artiglio a falce, infatti, mostra una deformazione patologica causata con tutta probabilità da un danno, forse mentre cacciava una preda. Gli autori dello studio hanno evidenziato questa patologia come prova dell'ipotesi secondo la quale gli artigli a falce dei troodontidi non venivano usati durante la locomozione, ma durante l'assalto alle prede. In realtà la causa della ferita potrebbe essere stato un qualunque colpo subito dall'animale mentre era in vita.

## Classificazione

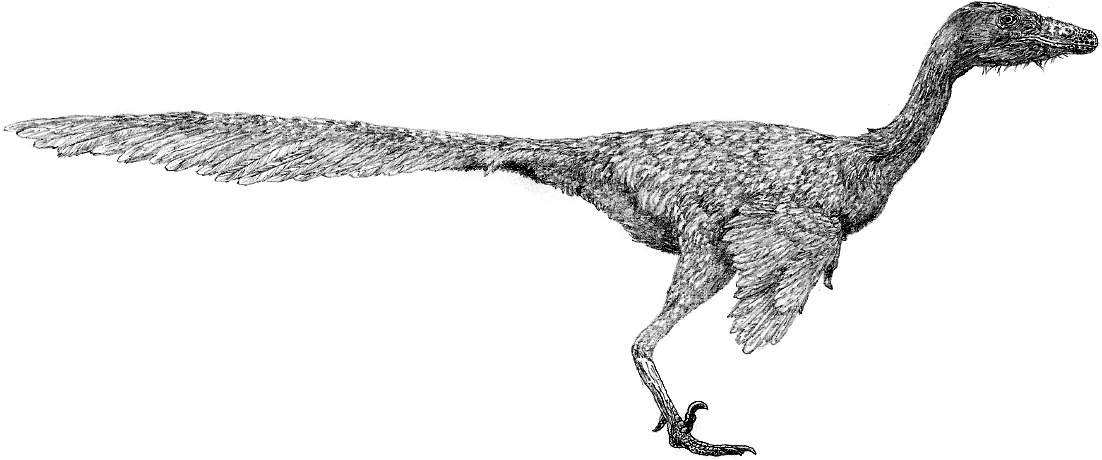
Ricostruzione di Talos sampsoni

Le caratteristiche di Talos hanno permesso di classificarlo all'interno dei troodontidi, una famiglia di dinosauri teropodi di piccole dimensioni dalle caratteristiche affini a quelle degli uccelli. All'interno della famiglia, sembra che Talos occupasse una posizione derivata, all'interno di un clade comprendente anche Troodon, Zanabazar, Saurornithoides e Byronosaurus. Al contrario di Troodon, le zampe posteriori di Talos erano notevolmente gracili.

## Significato del nome
Il nome generico deriva da quello di Talos, un automa gigante bronzeo della mitologia greca, ma è anche un riferimento alla parola inglese talon ("sperone"). L'epiteto specifico onora Scott Sampson, un paleontologo che ha condotto ricerche nella formazione Kaiparowits.